# Książę Czaruś
Książę Czaruś (ang. Charming) – amerykańsko-kanadyjski film animowany z 2018 roku w reżyserii Rossa Venkoura.
Film miał światową premierę w Hiszpanii 20 kwietnia 2018 roku, a w Polsce – 27 lipca 2018 roku.

## Fabuła
Film opowiada o księciu zwanym Książę Czaruś, na którego w młodości rzuciła urok niegodziwa Królowa. Zaklęcie to sprawiło, że każda napotkana przez księcia dziewczyna od razu się w nim zakochuje i chce być jego żoną. Każda z trzech królewien – Królewna Śnieżka, Kopciuszek i Śpiąca Królewna – wierzy, że przystojny książę chce się ożenić właśnie z nią. Ojciec Czarusia, który wie o klątwie, jaka ciąży nad jego synem, ma dosyć sercowego chaosu panującego w królestwie i stawia synowi ultimatum: Ma odnaleźć miłość swojego życia i ustatkować się, bo inaczej straci prawa do tronu. Czaruś wyrusza więc w podróż pełną przygód, żeby znaleźć sposób na odwrócenie zaklęcia, a towarzyszy mu sprytna złodziejka Lenore, która jako jedyna nie uległa urokowi, jaki padł na księcia. Czy księciu uda się złamać klątwę i odnaleźć „tę jedyną”, zanim będzie za późno?

## Obsada
| Rola | Aktor             | Polski dubbing             |
| --- | ----------------- | -------------------------- |
| Lenore | Demi Lovato       | Weronika Bochat-Piotrowska |
| Książę Czaruś | Wilmer Valderrama | Karol Jankiewicz           |
| Królewna Śnieżka | Avril Lavigne     | Marta Gałuszewska          |
| Kopciuszek | Ashley Tisdale    | Ewelina Lisowska           |
| Śpiąca Królewna | G.E.M.            | Honorata Skarbek           |
| Pół-Wyrocznia | Sia               | Anna Świątczak             |
| Nemeny Neverwish | Nia Vardalos      | Elżbieta Jędrzejewska      |
| Wróżka Chrzestna | John Cleese       | Jarosław Boberek           |
| Kat | John Cleese       | Jarosław Boberek           |
| Illy | Dee Bradley Baker |                            |
| Bestia | Dee Bradley Baker |                            |
| Główny gość | Dee Bradley Baker |                            |
| Król Piękny | Carlos Alazraqui  |                            |
| Nieznośny krasnoludek | Carlos Alazraqui  |                            |
| Piekarz Frazelli | Carlos Alazraqui  |                            |
| Szefowa Matilija | Tara Strong       |                            |
| Król Charming | Jim Cummings      | Przemysław Nikiel          |
| Kozi kierownik sali | Jim Cummings      |                            |
| Błogosławiona wróżka | Tom Kenny         |                            |
| DJ Matilija | Steve Aoki        |                            |
| Kobieta z Fondue | Ayesha Curry      |                            |
| W pozostałych rolach: Szymon Kuśmider, Paweł Ciołkosz, Kamil Kula, Adam Bauman, Waldemar Barwiński, Paweł Szczesny, Dariusz Błażejewski, Anna Apostolakis, Julia Kołakowska-Bytner, Marta Dobecka, Joanna Pach-Żbikowska, Joanna Derengowska, Anna Ułas, Wojciech Chorąży, Maciej Więckowski, Kamil Pruban, Piotr Bąk, Otar Saralidze Wersja polska: Studio PRL na zlecenie Kino Świat Reżyseria: Dariusz Błażejewski Dialogi: Arek Darkiewicz Teksty piosenek: Marek Robaczewski Nagranie i montaż dialogów: Anton Borowy, Patryk Multan i Michał Perkowski Zgranie dźwięku 5.1: Anton Borowy – PRL Studio Kierownictwo produkcji: Agata Bornus i Izabela Stupa-Chybowska Lektor: Tomasz Knapik Piosenki pod kierownictwem muzycznym Andrzeja Żarneckiego i Antona Borowego wykonali: Ewelina Lisowska, Honorata Skarbek, Marta Gałuszewska, Weronika Bochat-Piotrowska, Karol Jankiewicz, Anna Świątczak, Sylwia Wiśniewska Piosenkę „Tylko mój” wykonały: Marta Gałuszewska, Ewelina Lisowska, Honorata Skarbek Polski tekst piosenki „Tylko mój”: Patryk Kumór Wydawca piosenki „Tylko mój”: Universal Music Polska |                   |                            |